# Diocesi di Manaccenser
La diocesi di Manaccenser (in latino Dioecesis Menaccenseritana) è una sede soppressa e sede titolare della Chiesa cattolica.

## Storia
Manaccenser, nella regione di Cherchell nell'odierna Algeria, è un'antica sede episcopale della provincia romana della Mauritania Cesariense.
Unico vescovo conosciuto di questa diocesi africana è Vittore, il cui nome appare all'82º posto nella lista dei vescovi della Mauritania Cesariense convocati a Cartagine dal re vandalo Unerico nel 484; Vittore era già deceduto in occasione della redazione di questa lista.
Dal 1933 Manaccenser è annoverata tra le sedi vescovili titolari della Chiesa cattolica; la sede è vacante dal 6 agosto 2025.

## Cronotassi

### Vescovi residenti
- Vittore † (menzionato nel 484)

### Vescovi titolari
- André Jacques, C.I.C.M. † (9 febbraio 1967 - 20 settembre 1976 dimesso)
- James Joseph O'Brien † (28 giugno 1977 - 11 aprile 2007 deceduto)
- Peter John Elliott † (30 aprile 2007 - 6 agosto 2025 deceduto)